# Yuki Yuna is a Hero
Yuki Yuna is a Hero (яп. 結城友奈は勇者である ю:ки ю:на ва ю:ся дэ ару, досл. «Юна Юки — героиня») — японский аниме-сериал, снятый режиссёром Сэйдзи Киси на студии Gokumi. Первая серия транслировалась в Японии 16 октября 2014 года. На его основе было выпущено множество других произведений: манги, ранобэ и видеоигры.

## Сюжет
Юна, Мимори, Фу и Ицуки — члены «Клуба героев средней школы Сансю», объединённые желанием помогать людям. Однажды, привычный мир исчезает в луче света и они переносятся в странный лес, в котором некий монстр под названием Вертекс пытается уничтожить мировое древо, что, в свою очередь, повлечёт гибель всего мира. Девушки используют специальное приложение в своих мобильных телефонах, превращаются в героев и начинают битву за судьбу мира.

## Персонажи
- Юна Юки (яп. 結城 友奈 ю:ки ю:на) — ученица второго класса средней школы. Любит помогать людям и полна оптимизма. В бою использует бронированные кулаки и похожее на корову призванное существо по имени Гюки.

Сэйю: Харука Тэруй
- Мимори Того (яп. 東郷 美森 то:го мимори) — лучшая подруга и одноклассница Юны. До событий сериала, сражалась как герой, прошла через Манкай дважды и с тех пор не может ходить и передвигается в инвалидной коляске. В форме героя использует огнестрельное оружие, в том числе снайперскую винтовку, а также трёх призванных существ — Гёбуданаки, Аободзу и Сирануи. Передвигается на длинных и сильных лентах, выполняющих функцию ног.

Сэйю: Судзуко Мимори
- Фу Инубодзаки (яп. 犬吠埼 風 инубо:дзаки фу:) — ученица третьего класса средней школы и президент Клуба Героев, старшая сестра Ицуки. Изначально знает о Вертексе и Мировом дереве. В бою использует огромный меч и призванное существо по имени Инугами.

Сэйю: Юми Утияма
- Ицуки Инубодзаки (яп. 犬吠埼 樹 инубо:дзаки ицуки) — ученица первого класса средней школы, младшая сестра Фу. Использует в бою лианы и призванное существо по имени Кодама.

Сэйю: Томоё Куросава
- Карин Миёси (яп. 三好 夏凛  миёси карин) — упрямая девушка-герой, переводится в один класс с Юной и Мимори. В бою использует двойные катаны и призванное существо Ёситэру.

Сэйю: Дзюри Нагацума
- Соноко Ноги (яп. 乃木 園子 ноги соноко) — одноклассница Мимори в младшей школе. В бою использует трезубец. Прошла через Манкай 20 раз, после чего стала божеством подобно Синдзю.

Сэйю: Кана Ханадзава

## Медиа

### Аниме
12-серийное аниме было снято Studio Gokumi и режиссёром Сэйдзи Киси. Сериал транслировался в Японии на канале MBS с 17 октября по 26 декабря 2014 года, а также для всего мира — через Crunchyroll.
Второй сезон аниме вышел в 2017 году и состоит из двух частей: The Washio Sumi Chapter (яп. 鷲尾須美の章 Washio Sumi no Shō), адаптация ранобэ Washio Sumi is a Hero, и Hero Chapter (яп. 勇者の章 Yūsha no Shō), являющейся продолжением первого сезона. The Washio Sumi Chapter изначально была выпущена как три театральных фильма с 18 марта по 8 июля 2017 года, а позже уже показана в виде 6 серий на телевидении с 7 октября по 11 ноября 2017 года. Hero Chapter, состоящая из шести серий, была показана с 25 ноября 2017 года по 6 января 2018 года. Три короткометражных фильма, созданных W-Toon Studio, созданных на основе спин-офф манги Yūki Yūna wa Yūsha-bu Shozoku выходили вместе с каждым фильмом The Washio Sumi Chapter.
Короткое аниме Yūki Yūna wa Yūsha de Aru Churutto!, основанное на игре для смартфонов Yūki Yūna wa Yūsha de Aru Hanayui no Kirameki, было анонсировано 26 мая 2020 года. Сериал режиссировался Сэйей Миядзимой на DMM.futureworks и W-Toon Studio. Его премьера состоялась 10 апреля 2021 года в блоке Super Animeism на MBS и TBS.
Третий сезон аниме The Great Full Blossom Arc (яп. 大満開の章 Dai-Mankai no Shō) будет снят той же командой, что и предыдущие два. Он был показан с 2 октября 2021 года по 18 декабря 2021 года.

### Книги
В 2014 году ещё до выхода аниме было опубликовано ранобэ, являющийся приквелом к сериалу и сопутствующая сериалу манга.

### Игры
В декабре 2014 года вышел визуальный роман для Microsoft Windows, а в январе 2015 — экшен-игра для PS Vita.

## Продажи
Первый Blu-ray диск в Японии сразу попал на 8 строчку чарта продаж с 4781 проданных копий, и продержался там ещё четыре недели с общими продажами в 10 373 копий. Каждый диск занимал высокие позиции в чарте Oricon.
Первый фильм стал первым в рейтинге мини-кинотеатров в Японии, второй обошёл его по просмотрам и также занял первое место в рейтинге.